# Éric B. Henriet
Pour les articles homonymes, voir Henriet.
 (mai 2013).
Si vous disposez d'ouvrages ou d'articles de référence ou si vous connaissez des sites web de qualité traitant du thème abordé ici, merci de compléter l'article en donnant les références utiles à sa vérifiabilité et en les liant à la section « Notes et références ».
Eric B. Henriet, né le 18 juillet 1968 à Chauny (Aisne), est un écrivain français connu pour ses ouvrages sur l'uchronie.

## Biographie
Polytechnicien (1989) et docteur en chimie, critique, essayiste, chroniqueur régulier dans l'émission Mauvais Genres animée par François Angelier sur France Culture, Éric B. Henriet est surtout un spécialiste internationalement reconnu de l'uchronie et de ses avatars. Il est régulièrement invité pour des colloques ou conférences autant à destination du grand public que pour des historiens, universitaires, militaires… en France comme à l'étranger. Il est cofondateur du site Uchronews avec Bertrand Campeis et a présidé le jury du prix ActuSF de l'uchronie de sa création en 2011 jusqu'en 2019 où il laisse sa place à Karine Gobled. Eric B. Henriet est entre autres l'auteur de L'Histoire revisitée, panorama de l'uchronie sous toutes ses formes dont la deuxième édition revue et augmentée, parue en 2004 chez Encrage/Les Belles Lettres, a obtenu le Grand prix de l'Imaginaire 2005 - Essai.
Professionnellement, il a travaillé une vingtaine d'années dans l'industrie chimique puis pharmaceutique. En 2012, il a rejoint l'Université Paris-Sud.

## Œuvres
- 2009 - L'Uchronie, Préface d'Emmanuel Carrère, Édition Klincksieck / Collection 50 questions  (ISBN 978-2252037102)
- 2004 - L'histoire revisitée : Panorama de l'uchronie sous toutes ses formes, Éditions Belles Lettres / Interface   (ISBN 978-2251741239)
- 1999 - L'histoire revisitée : Panorama de l'uchronie sous toutes ses formes, Éditions Belles Lettres /  (ISBN 978-2911576164)